# Anomoloma flavissimum
Anomoloma flavissimum är en svampart som först beskrevs av Tuomo Niemelä, och fick sitt nu gällande namn av Niemelä & K.H. Larss. 2007. Anomoloma flavissimum ingår i släktet Anomoloma och familjen Fomitopsidaceae.   Inga underarter finns listade i Catalogue of Life.
I den svenska databasen Dyntaxa används istället namnet Anomoporia flavissima för samma taxon.  Arten är reproducerande i Sverige.